# Burkhard Freese

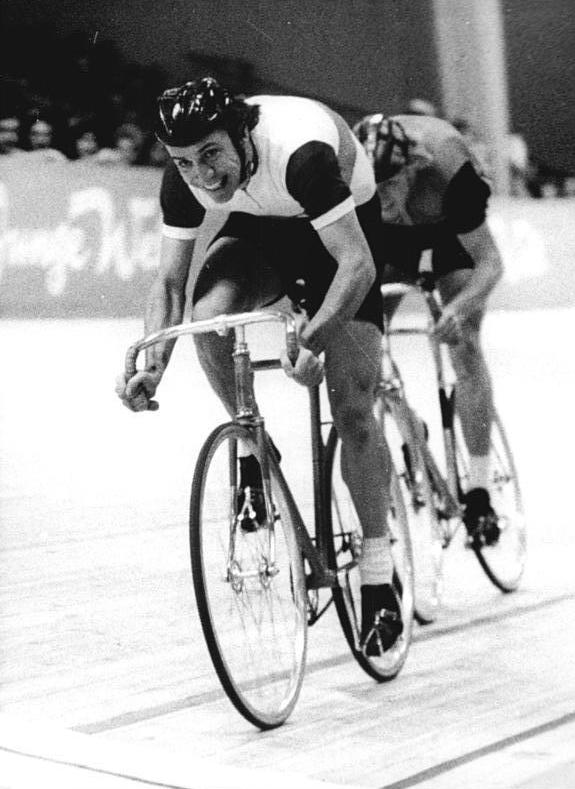
Burkhard Freese und Michael Milde

Burkhard Freese (* 8. Oktober 1956 in Kyritz; † 19. Dezember 2013 in Berlin) war ein deutscher Radsportler und DDR-Meister im Radsport.

## Sportliche Laufbahn
Freese begann bei der SG Dynamo Kyritz mit dem Radsport und startete später für den SC Dynamo Berlin. Er wurde zweimal, 1977 und 1979 DDR-Meister im Kriterium. Dreimal (1976, 1977 und 1984) konnte er das Saisonauftaktrennen Berlin–Bad Freienwalde–Berlin gewinnen. Freese wurde 1977 Vierter der DDR-Rundfahrt und wurde als Mitglied der DDR-Nationalmannschaft bei weiteren Landesrundfahrten der Amateure eingesetzt. 1978 nahm er an der Internationalen Friedensfahrt teil, die er auf Platz 37 beendete. Zudem war er ein guter Querfeldeinfahrer und gewann hier etliche Rennen. Beim Titelgewinn seines Bruders Uwe Freese 1979 belegte er den dritten Platz.
Insgesamt verbuchte er 37 Siege in seiner Karriere, die er 1980 beendete.

## Berufliches
Freese führte einen Fahrradladen in Berlin.

## Familiäres
Er ist der Bruder von Uwe Freese, mit dem er gemeinsam beim SC Dynamo Berlin Rennen bestritt.